# Phara Anacharsis
Phara Anacharsis (ur. 17 grudnia 1983 w Fort-de-France) – francuska lekkoatletka specjalizująca się w długich biegach sprinterskich, trzykrotna uczestniczka letnich igrzysk olimpijskich (Pekin 2008, Londyn 2012, Rio de Janeiro 2016). Sukcesy odnosiła również w biegach płotkarskich.

## Sukcesy sportowe
- mistrzyni Francji w biegu na 400 metrów – 2012[1]
- mistrzyni Francji w biegu na 400 metrów przez płotki – 2011[2], 2012, 2013, 2016
- wicemistrzyni Francji w biegu na 400 metrów – 2004[3]

| Rok  | Miasto    | Zawody                         | Konkurencja                      | Wynik         |
| ---- | --------- | ------------------------------ | -------------------------------- | ------------- |
| 2005 | Erfurt    | Młodzieżowe mistrzostwa Europy | sztafeta 4 × 400 m               | brązowy medal |
| 2005 | Niamey    | Igrzyska frankofońskie         | bieg na 200 m                    | brązowy medal |
| 2005 | Almería   | Igrzyska śródziemnomorskie     | bieg na 400 m sztafeta 4 × 400 m | srebrny medal |
| 2006 | Göteborg  | Mistrzostwa Europy             | sztafeta 4 × 400 m               | 7. miejsce    |
| 2009 | Pescara   | Igrzyska śródziemnomorskie     | bieg na 400 m ppł                | złoty medal   |
| 2012 | Helsinki  | Mistrzostwa Europy             | sztafeta 4 × 400 m               | srebrny medal |
| 2012 | Londyn    | Igrzyska olimpijskie           | sztafeta 4 × 400 m               | 6. miejsce    |
| 2013 | Göteborg  | Halowe mistrzostwa Europy      | sztafeta 4 × 400 m               | 4. miejsce    |
| 2014 | Zurych    | Mistrzostwa Europy             | sztafeta 4 × 400 m               | złoty medal   |
| 2016 | Amsterdam | Mistrzostwa Europy             | sztafeta 4 × 400 m               | srebrny medal |

## Rekordy życiowe
- bieg na 200 metrów – 23,39 – La Chaux-de-Fonds 12/08/2007
- bieg na 200 metrów (hala) – 23,43 – Aubière 26/02/2008
- bieg na 300 metrów – 37,54 – Metz 21/02/2016
- bieg na 400 metrów – 51,87 – Patras 30/06/2008
- bieg na 400 metrów (hala) – 52,70 – Metz 24/02/2013
- bieg na 400 metrów przez płotki – 55,84 – Montreuil 7/06/2016

Halowa rekordzistka Francji w sztafecie 4 × 400 metrów (3:28,71 w 2013).